# Lo Tossal (la Pobla de Segur)
Lo Tossal és una muntanya de 1.058,2 metres d'altitud que es troba al límit dels termes municipals de la Pobla de Segur, del Pallars Jussà i de Baix Pallars, del Pallars Sobirà. Forma una punxa del terme de la Pobla de Segur cap endins del de Baix Pallars, a ponent de les Roques de Collegats. Justament aquesta punxa suposava la partió entre dos dels termes integrats en el nou municipi de Baix Pallars: Peramea, al nord-est, i Montcortès de Pallars, al nord-oest.
Està situat, doncs, a ponent de Collegats i al nord de l'antic monestir de Sant Pere de les Maleses.